# أرديب
أرديب هي قرية في مقاطعة خور وبيابانك، إيران. يقدر عدد سكانها بـ 238 نسمة بحسب إحصاء 2016.